# Heinz Starke
Heinz Starke (* 27. Februar 1911 in Schweidnitz, Provinz Schlesien; † 31. Januar 2001 in Bonn) war ein deutscher Politiker (FDP, später CSU) und von 1961 bis 1962 Bundesminister der Finanzen.

## Ausbildung und Beruf
Nach dem Abitur 1931 absolvierte Starke ein Studium der Rechts- und Staatswissenschaften, welches er 1935 mit dem ersten und 1940 mit dem zweiten juristischen Staatsexamen beendete. 1935 erfolgte an der Universität Jena seine Promotion zum Dr. jur. mit der Arbeit Die Haftung für Wildschaden nach dem Reichsjagdgesetz vom 3. Juli 1934. Von 1940 bis 1945 nahm er als Soldat am Zweiten Weltkrieg, zuletzt als Infanterie-Hauptmann, teil.
Nach Kriegsende war er von 1946 bis 1949 bei der Wirtschaftsverwaltung der britischen Zone und der Verwaltung für Wirtschaft in Minden, Frankfurt am Main und in Bonn tätig. Von 1948 bis 1949 war er hier Grundsatzreferent für wirtschaftspolitische Fragen bei Ludwig Erhard.
Von 1950 bis 1961 war er Hauptgeschäftsführer der Industrie- und Handelskammer Oberfranken in Bayreuth.

## Partei
Starke war vor 1945 NSDAP-Mitglied. Von 1953 bis 1970 war Starke Mitglied der FDP. Von 1962 bis 1970 war er Mitglied im FDP-Bundesvorstand, von 1964 bis 1970 auch im FDP-Landesvorstand in Bayern. Am 9. Oktober 1970 verließ er aus Protest gegen die maßgeblich von Walter Scheel betriebene Ostpolitik die FDP und wurde Mitglied der CSU.

## Abgeordneter
Von 1953 bis 1980 gehörte Starke dem Deutschen Bundestag an. Hier war er von 1965 bis zum 17. Januar 1967 stellvertretender Vorsitzender der FDP-Bundestagsfraktion. Am 9. Oktober 1970 trat er aus Protest gegen die Politik der sozialliberalen Koalition zur CDU/CSU-Bundestagsfraktion über.
Starke zog 1953 als direkt gewählter Abgeordneter des Wahlkreises Hof und 1976 als direkt gewählter Abgeordneter des Wahlkreises Bayreuth in den Bundestag ein, ansonsten stets über die Landesliste Bayern.
Er war außerdem von 1958 bis 1961 und von 1963 bis 1979 Mitglied des Europäischen Parlaments.

## Öffentliche Ämter
Nach der Bundestagswahl 1961 wurde er am 14. November 1961 als Bundesminister der Finanzen in die von Bundeskanzler Konrad Adenauer geführte Bundesregierung berufen. Im Zuge der Spiegel-Affäre trat er am 19. November 1962 gemeinsam mit den anderen FDP-Bundesministern zurück.

## Auszeichnungen
- 1964: Bayerischer Verdienstorden
- 1973: Großes Bundesverdienstkreuz